# Straiton
Straiton est un village situé dans le South Ayrshire, en Écosse.